# ティアゴ・エルゲラ
ティアゴ・エマヌエル・エルゲラ・メレージョ（Thiago Emanuel Helguera Merello, 2006年3月26日 - ）は、ウルグアイ・パイサンドゥー県パイサンドゥー出身のサッカー選手。プリメイラ・リーガ・SCブラガ所属。ポジションはMF。

## クラブ経歴
2020年にナシオナル・モンテビデオのユースチームに入団。2023年1月にトップチーム昇格が決まり、プロ契約を締結、4月30日のラ・ルスFC戦で、後半23分に途中交代で起用され、プロデビュー。同年シーズンはトップリーグで12試合に出場。
2024年6月14日、SCブラガと2029年までの5年契約を結んだ。

## 代表経歴
2023年にエクアドルで開催された南米U-17選手権に、U-17のウルグアイ代表で出場した。